# Eleição da cidade-sede dos Jogos Olímpicos de Inverno de 2030 e 2034
A Eleição da cidade-sede dos Jogos Olímpicos de Inverno de 2030 e 2034 ocorreu com três propostas, inicialmente submetidas para a edição de 2030. Após a retirada de várias postulações, em 29 de novembro de 2023, o Comitê Olímpico Internacional (COI) decidiu levar as candidaturas dos Alpes Marítimos e de Salt Lake City para o diálogo direcionado dos anos de 2030 e 2034, enquanto que a Suíça foi selecionada para 2038, podendo escolher uma cidade ou região para representa-la. A decisão foi ratificada na 142ª Sessão do Comitê Olímpico Internacional em Paris, França, em 24 de julho de 2024.
O processo é semelhante ao da definição das sedes dos Jogos Olímpicos e Paralímpicos de Verão de 2024 e 2028, onde Paris e Los Angeles foram declaradas automaticamente como as únicas candidatas do processo de 2024, sendo ofertada a edição de 2028 em um acordo firmado entre as candidaturas estadunidense e francesa.

## Processo de escolha
O novo processo de licitação do COI foi aprovado na 134.ª Sessão do COI em 24 de junho de 2019 em Lausanne, Suíça. As principais propostas, impulsionadas pelas recomendações relevantes da Agenda Olímpica 2020, são:
- Estabelecer um diálogo permanente e contínuo para explorar e criar interesse entre cidades/regiões/países e Comitês Olímpicos Nacionais para qualquer evento olímpico
- Criar duas Comissões Anfitriãs do Futuro (Jogos de Verão e de Inverno) para supervisionar o interesse em futuros eventos olímpicos e reportar ao conselho executivo do COI
- Dê mais influência à Sessão do COI fazendo com que membros não executivos do conselho façam parte das Futuras Comissões Anfitriãs.

O COI também modificou a Carta Olímpica para aumentar sua flexibilidade, removendo a data de eleição de 7 anos antes dos jogos e mudando o anfitrião de uma única cidade/região/país para várias cidades, regiões ou países. Comissões de inverno do anfitrião futuro
A composição completa das Comissões de Inverno, supervisionando os anfitriões interessados ou com potenciais anfitriões em que o COI pode querer se concentrar, é a seguinte:
| Membros do COI (4)                                                            | Outros Membros (4)                                                                                   |
| ----------------------------------------------------------------------------- | --- |
| - Octavian Morariu (cadeira) - Gunilla Lindberg - Karl Stoss - Samira Asghari | - Zhang Hong (Comissão de Atletas) - Ivo Ferriani (AIOWF) - Neven Ilic (CONs) - Rita van Driel (IPC) |

### Fases de diálogo
De acordo com as regras de conduta da Future Host Commission, o novo sistema de licitação do COI é dividido em 2 etapas de diálogo:
- Diálogo contínuo: Discussões sem compromisso entre o COI e as partes interessadas (Cidade/Região/País/CON interessados em sediar) com relação à realização de futuros eventos olímpicos.
- Diálogo direcionado: Discussões direcionadas com uma ou mais partes interessadas (chamadas de anfitriões preferenciais), conforme instruído pelo Conselho Executivo do COI. Isso segue uma recomendação da Future Host Commission como resultado de um diálogo contínuo.

### Fases de licitação
As três primeiras concorrentes em potencial para apresentação de propostas foram reveladas por Octavian Morariu, presidente da Future Host Winter Commission, durante a 135ª Sessão do COI no SwissTech Convention Center em Lausanne, Suíça. Ele mencionou Sapporo, Salt Lake City e uma oferta conjunta das cidades espanholas de Barcelona e Zaragoza, em conjunto com locais nos Pirenéus, região onde se realizaram estudos de viabilidade. Vancouver, no Canadá, apresentou uma proposta preliminar em fevereiro de 2021.
Nove cidades e uma região chegaram a apresentar suas pré-candidaturas aos Jogos de 2030, sendo que duas eram conjuntas, como o caso do projeto Barcelona–Andorra–Pirenéus e Chamonix-Mont-Blanc–Valais–Aosta. No entanto, Barcelona retirou a sua candidatura por falta de acordo com o governo local e o Comitê Olímpico Espanhol. Já a segunda, teve o projeto desmentido pelo prefeito de Chamonix à época, Éric Fournier. Entre os projetos solo, Vancouver e Sapporo, que já sediaram edições anteriores dos Jogos Olímpicos de Inverno (2010 e 1972), tiveram que retirar as suas candidaturas por falta de apoio governamental e da própria população, enquanto que o segundo chegou a ter a candidatura suspensa após denúncias de escândalos de corrupção envolvendo a organização dos Jogos Olímpicos de Verão de 2020.

## Candidaturas
- Alpes Marítimos, França; Em 19 de julho de 2023, os presidentes da Provença-Alpes-Costa Azul e Auvérnia-Ródano-Alpes manifestaram o desejo de propor ao movimento esportivo e ao Estado a apresentação de uma proposta conjunta ao COI. A candidatura está determinada a ter em conta as questões relacionadas com a preservação da biodiversidade e a aceleração do aquecimento global e a enquadrar-se numa estratégia mais ampla sobre os desportos de inverno de amanhã, num contexto de aquecimento global. O plano dos Jogos é baseado em usar infraestruturas existentes, reduzindo custos organizacionais e financiamento principalmente por meio de receitas privadas. Na sequência da reunião dos presidentes, pretendeu-se transmitir ao COI a vontade de abrir uma fase de diálogo formal, apresentar um projeto de candidatura ao Comité Olímpico Nacional e Desportivo da França (CNOSF) e ao Comité Paralímpico e Desportivo Francês (CPSF) e aos seus órgãos legislativos em setembro e submeter o projeto à Comissão de Acolhimento dos Jogos Olímpicos de Inverno na segunda quinzena de setembro.[16] Porém, em 20 de julho de 2024, há exatos quatro dias da votação final para a definição das sedes, o projeto dos Alpes não havia entregado dois documentos, sendo eles a garantia de realização dos Jogos de 2030 e a parceria de contribuição na organização orçamento entre o Estado e as duas regiões Ródano Alpes Auvergne e Provença-Alpes-Côte d’Azur. Um adiamento chegou a ser discutido pelo COI, mas não chegou a acontecer.[17]
- Salt Lake City, Estados Unidos; local dos Jogos Olímpicos de Inverno de 2002. Em fevereiro de 2020, após o anúncio da candidatura de Sapporo aos Jogos Olímpicos de Inverno de 2030, o comitê organizador da candidatura de Salt Lake City foi considerado para mudar sua intenção de concorrer aos Jogos de 2034, já que os Jogos Olímpicos de Verão estão programados para Los Angeles em 2028.[18] O primeiro encontro, realizado em junho de 2021, analisou considerar se deve alterar a oferta para 2030 ou 2034.[19] A decisão de Salt Lake City sobre a licitação para os Jogos Olímpicos de Inverno de 2030 ou 2034 podia ser tomada após o término dos jogos de Pequim em 2022. O presidente e executivo-chefe do Comitê de Candidatura de Salt Lake City, Fraser Bullock, mencionou que a pequena janela entre os Jogos de Los Angeles em 2028 e um potencial Jogos de Salt Lake City em 2030 pode ser muito difícil de gerenciar e que o estudo de viabilidade para isso ainda estava em andamento.[20][21] Em 29 de fevereiro de 2024, mesmo sem algum registro de candidaturas para oposição, o governo de Salt Lake City, junto com o Comitê Olímpico e Paralímpico dos Estados Unidos e a CEO do projeto, Fraser Bullock, oficializaram a candidatura da cidade para os Jogos de 2034.[22]

## Partes interessadas

### Jogos Olímpicos de Inverno de 2030
- A definir, Suíça; local dos Jogos Olímpicos de Inverno de 1928, Jogos Olímpicos de Inverno de 1948 e dos Jogos Olímpicos de Inverno da Juventude de 2020. A Swiss Olympic confirmou sua entrada no "diálogo contínuo" do "Futuro Processo de Sede" em 30 de março de 2023. Como parte do diálogo, a Swiss Olympic examinará se os pré-requisitos para uma possível candidatura olímpica suíça foram atendidos. Para a Swiss Olympic, está claro que uma nova proposta suíça só pode ser considerada após um exame cuidadoso. Um conceito de candidatura só tem chance se for sustentável e os Jogos deixarem um legado que vai além do esporte – para a sociedade, a economia e a Suíça como um local de inovação.[23]

- Estocolmo–Åre, Suécia; local dos Jogos Olímpicos de Verão de 1912. Em 8 de fevereiro de 2023, o Comité Olímpico Sueco anunciou um estudo de viabilidade para receber as competições. A ideia é rever o conceito que foi apresentado no projeto dos Jogos Olímpicos de Inverno de 2026, quando disputou em uma candidatura conjunta com Åre, a qual foram derrotadas pelas candidaturas italianas de Milão e Cortina d'Ampezzo. Além de Âre, as cidades de Falun e Östersund também receberiam as competições. A ideia é apresentar um relatório de viabilidade até o dia 20 de abril de 2023.[24]

#### Licitações potenciais
- Almaty, Cazaquistão[25]
- Sabóia, França[26][27]
- Borjomi, Geórgia[28]
- Lviv, Ucrânia[29]
- Schmalkalden, Alemanha[30]
- Sarajevo, Bósnia e Herzegovina[31]
- Neom, Arábia Saudita[32]

### Jogos Olímpicos de Inverno de 2034
- Munique, Alemanha; local dos Jogos Olímpicos de Verão de 1972. Em dezembro de 2022, a Confederação Alemã de Esportes Olímpicos anunciou que exploraria uma candidatura para Munique sediar os Jogos Olímpicos de Inverno de 2034 e os Jogos Olímpicos de Verão de 2036 (embora para estes últimos, Berlim acabaria sendo preferida para a candidatura alemã).[33] Se esta candidatura fosse bem sucedida, esta seria a segunda vez que um evento olímpico seria realizado em Munique, tendo a cidade sido anteriormente anfitriã dos Jogos Olímpicos de Verão de 1972 e repetiria o feito de Pequim, que já sediou tanto os Jogos Olímpicos de Verão em 2008 e os de Inverno em 2022. Munique já havia se candidatado aos Jogos Olímpicos de Inverno de 2018, perdendo para Pyeongchang.
- Caríntia–Friul-Veneza Júlia–A definir, Áustria, Itália e Eslovénia; Em 19 de fevereiro de 2023, Peter Kaiser, governador da Caríntia, anunciou planos para uma candidatura conjunta do estado austríaco da Caríntia, ao lado da região italiana de Friuli-Venezia Giulia e da Eslovênia.[34] Uma candidatura semelhante foi proposta para os Jogos Olímpicos de Inverno de 2006, perdendo eventualmente para Turim, que sediaria aqueles jogos. Os preparativos para a candidatura foram posteriormente confirmados pelo ministro dos Desportos esloveno, Matjaž Han.[35] Em 25 de março, o político italiano e chefe da região Friuli-Venezia Giulia, Massimiliano Fedriga, confirmou estes planos.[36] Em 11 de abril de 2024, Peter Kaiser anunciou que uma candidatura conjunta seria preparada para os Jogos Olímpicos de Inverno da Juventude de 2028. Se selecionados, estes Jogos Olímpicos de Inverno da Juventude funcionariam como um teste para uma eventual realização dos Jogos Olímpicos de Inverno.[37]

## Resultados finais
| Resultados da votação – Jogos Olímpicos de Inverno de 2030 142.ª Sessão do COI 24 de julho de 2024, em Paris (França) |            |       |
| Alpes Marítimos |            |       |
| Voto | Quantidade | %     |
| A favor | 84         | 88,42 |
| Contra | 4          | 4,21  |
| Abstenção | 7          | 7,37  |
| Total | 95         | 100   |

| Resultados da votação – Jogos Olímpicos de Inverno de 2034 142.ª Sessão do COI 24 de julho de 2024, em Paris (França) |            |       |
| Salt Lake City |            |       |
| Voto | Quantidade | %     |
| A favor | 83         | 87,37 |
| Contra | 6          | 6,32  |
| Abstenção | 6          | 6,31  |
| Total | 95         | 100   |